# Neoplatyura axillariger
Neoplatyura axillariger är en tvåvingeart som först beskrevs av Günther Enderlein 1910.  Neoplatyura axillariger ingår i släktet Neoplatyura och familjen platthornsmyggor. Inga underarter finns listade i Catalogue of Life.